# Якопо III Аппиано
Я́копо III д’Аппиа́но (итал. Jacopo III Appiano), он же Я́копо III д’Аппиа́но д’Араго́на (итал. Jacopo III Appiano d’Aragona; ок. 1422/1423, Пьомбино, синьория Пьомбино — 22 марта 1474, там же) — представитель дома Аппиано, синьор Пьомбино с 1457 по 1474 год, пфальцграф Священной Римской империи.
Имел репутацию жестокого и развратного правителя. Построил цитадель Пьомбино, куда перенёс свою резиденцию из дворца Аппиано у старого порта. Признал себя вассалом короля Неаполя.

## Биография
Родился в Пьомбино в 1422 или 1423 году. Якопо был сыном графа Эмануэле Аппиано, синьора Пьомбино, и Колии де Джудичи, незаконнорождённой дочери Альфонсо I, короля Неаполя.
15 февраля 1457 года наследовал умершему отцу под именем Якопо III. С самого начала своего правления столкнулся с недовольством подданных из-за авторитарного стиля в правлении и распутного образа жизни. Против Якопо III готовился заговор, который был им раскрыт. Он жестоко расправился с главными заговорщиками, остальных изгнал или подверг экзекуции. Часть изгнанников прибыла в Милан и обратилась за помощью к герцогу Галеаццо Марии Сфорца. Тот отправил во владения Якопо III отряд. Попытка воинов герцога ночью захватить цитадель Пьомбино провалилась. В крепости, построенной по приказу Якопо III, находилась его резиденция.
Якопо III содействовал развитию сельского хозяйства и торговли в своих владениях. Покровительствовал писателям и живописцам.
В споре с королём Фердинандом I относительно прав на город Кастильоне-делла-Пеская, который был вначале захвачен отцом неаполитанского короля, королём Альфонсом I, а затем занят самим Якопо III, в августе 1463 года стороны пришли к соглашению, по которому синьор Пьомбино признал себя вассалом короля Неаполя и разрешил разместить в крепости Пьомбино гарнизон Неаполитанского королевства. Ранее, в июне того же года Якопо III урегулировал приграничные вопросы с Флорентийской республикой.

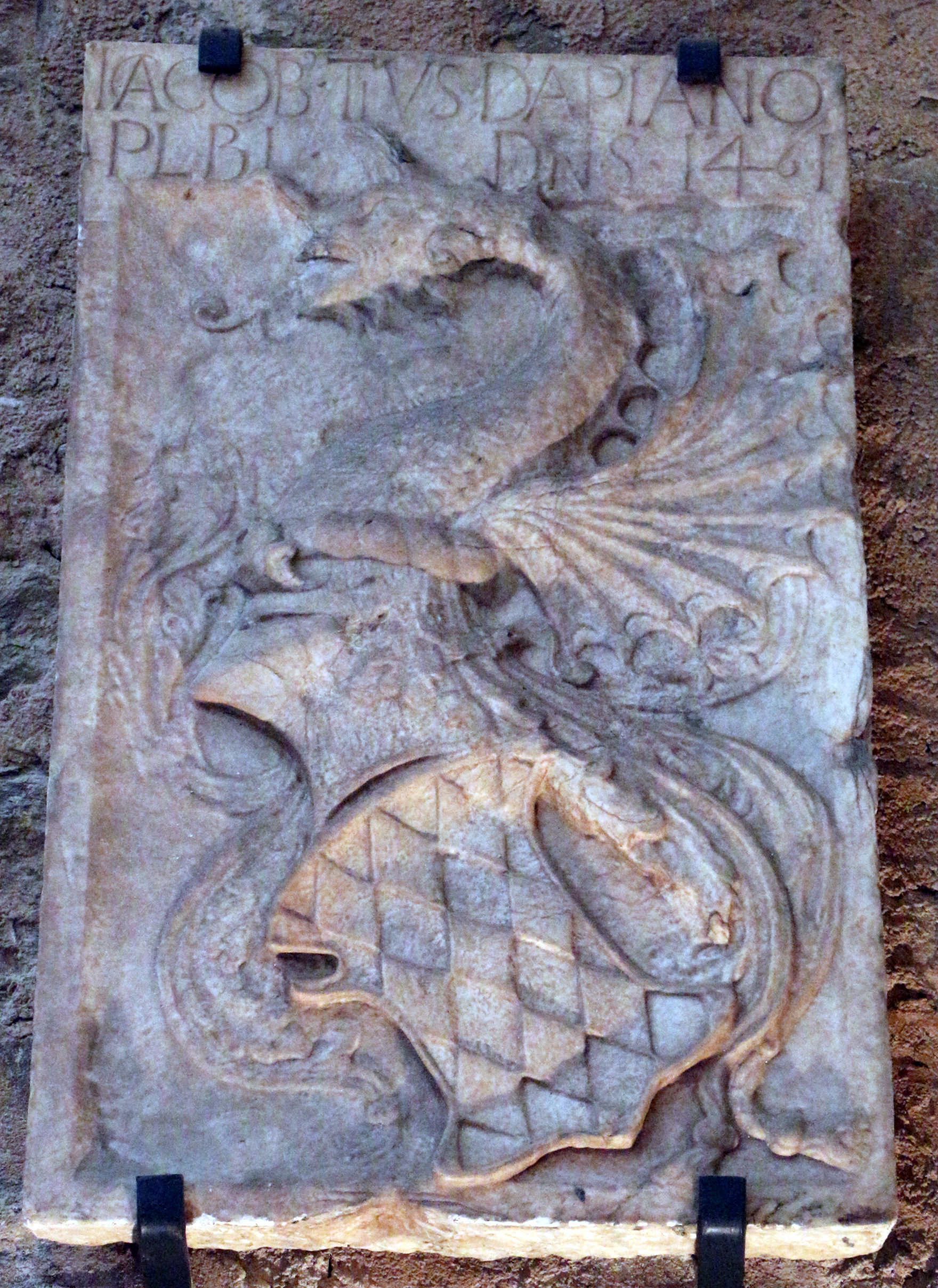
Герб Якопо III с изображением дракона в нашлемнике. Рельеф на Замок Пьомбино

12 февраля 1465 года король Фердинанд I удовлетворил просьбу матери Якопо III, которая приходилась ему единокровной сестрой, даровал дому Аппиано герб Неаполитанского королевства и позволил принять дополнительную фамилию д’Арагона. Полный титул Якопо III был следующим: граф Якопо III д’Аппиано д’Арагона, синьор Пьомбино, синьор Скарлино, Популонии, Суверето, Буриано, Аббадья-аль-Фаньо, Виньяле, Валле, Монтиони и островов Эльба, Монтекристо, Пьяноза, Черболи и Пальмайола, пфальцграф Священной Римской империи.
В 1473 году Якопо III серьёзно заболел. Коммуна Сиены, с которой у него были хорошие отношения, прислала к нему врача Бартало Бандини, больше известного под именем Бартоло ди Туры. Якопо III умер в Пьомбино 22 марта 1474 года.

### Брак и потомство
В 1454 году в Генуе Якопо III сочетался браком с Баттистиной Кампофрегозо (1432/1433 — 1481), дочерью Джано I Кампофрегозо, дожа Генуи, синьора Сарцаны и Виоланте Авогари-де-Джентиле из дома синьоров Брандо. В браке у супругов родились шестеро детей:
- Эмануэле, умер, не дожив до совершеннолетия;
- Якопо (1459/1460 — 10.04.1510), князь Священной Римской империи с 8 ноября 1509 года, князь Пьомбино[1] под именем Якопо IV, синьор Скарлино, Популонии, Суверето, Буриано, Аббадья-аль-Фаньо, Виньяле и островов Эльба, Монтекристо, Пьяноза, Черболи и Пальмайола с 22 марта 1474 года по 1501 год и с 18 августа 1503 года, пфальцграф Священной Римской империи, между 1476 и 1478 годами сочетался браком с Витторией Тодескини-Пикколомини-д’Арагона (1460 — 1518), дочерью Антонио Тодескини-Пикколомини-д’Арагона, герцога Амальфи и Марии д’Арагона;
- Белизарио, умер, не дожив до совершеннолетия;
- Герардо (1461/1462 — 1502), суверенный граф Корсики в июне—июле 1483 года, граф Монтаньяно, синьор Казакаленды, Рипаботтони, Матриче, Сант’Анджело-Лимозано, Кампольетто, Лупары, Проввиденти и Лимозано с 1477 по 1494 год, синьор Валле и Монтиони с 22 марта 1474 года (вместе с братом Белизарио), синьор Брандо и Эрбалунги на Корсике с 1477 по 1479 год, в 1482 году сочетался браком с Лукрецией Пико (1458 — 1503), синьорой Сутри, Ветраллы, Джове и Фальдо, вдовы Пино II Орделаффи, синьора Форли, и дочери Джанфранческо Пико, синьора Мирандолы и графа Конкордии, и Джулии Бойардо из дома графов Скандьяно;
- Семирамиде (1464 — 9.03.1523), во Флоренции 10 мая 1485 года сочеталась браком с банкиром и дипломатом Лоренцо Медичи (1463 — 20.05.1503), по прозванию Пополано;
- Белизарио (1465/1466 — 1515), синьор Валле и Монтиони с 22 марта 1474 года (вместе с братом Герардо), синьор Валле и Монтиони с 1502 года, в Санта-Фьоре в 1491 году сочетался браком с Аурелией Сфорца (1472 — 1521), дочерью Гвидо Сфорца, графа Санта-Фьоры, и Франчески Фарнезе.

Якопо III также признал себя отцом двух незаконнорождённых дочерей: Маргариты (ум. 1505), сочетавшейся браком с Чезаре Монтекукколи, графом и синьором Фриньяно и Элеоноры, сочетавшейся браком с нотариусом Франческо да Кальяри.